# Campiglossa footeorum
Campiglossa footeorum är en tvåvingeart som först beskrevs av Gottfried Novak 1974.  Campiglossa footeorum ingår i släktet Campiglossa och familjen borrflugor. Inga underarter finns listade.